# George M. Willing
George M. Willing (ca. 1829 – 12 o 13 de marzo de 1874) fue un poderoso empresario y candidato fallido al Congreso en la década de 1860. A él se le atribuye la invención del nombre "Idaho", afirmando, erróneamente, que era una palabra nativa. Así, la denominación de Idaho es probablemente resultado de una invención, aunque no todos los historiadores están de acuerdo en este hecho.